# Karim Ouattara
Karim Ouattara (Charenton-le-Pont, 13 ottobre 1979) è un ex cestista francese con cittadinanza maliana.

## Carriera
Con il Mali ha disputato due edizioni dei Campionati africani (2005, 2009).